# 金點毛鼻鯰
金點毛鼻鯰，為輻鰭魚綱鯰形目毛鼻鯰科毛鼻鯰属的其中一種。分布於南美洲Marimbondo河、Preto河及Paraiba do Sul河流域，體長可達6.1公分。

## 扩展阅读
維基物種上的相關：金點毛鼻鯰